# Austrian Football Division 2 2010
La Austrian Football Division 2 2010 è stata la 7ª edizione del campionato di football americano di terzo livello, organizzato dalla AFBÖ.

## Squadre partecipanti
| Club              | Città     | Stadio | Sponsor ufficiale | Risultato nella stagione 2009 |
| ----------------- | --------- | ------ | ----------------- | ----------------------------- |
| Amstetten Thunder | Amstetten |        |                   |                               |
| Gmunden Rams      | Gmunden   |        |                   |                               |
| Graz Giants 2     | Graz      |        |                   |                               |
| Vienna Warlords   | Vienna    |        |                   |                               |
| Schwaz Hammers    | Schwaz    |        |                   |                               |
| Styrian Bears     | Graz      |        |                   |                               |
| Telfs Patriots    | Telfs     |        |                   |                               |
| Tirol Raiders JV  | Innsbruck |        |                   |                               |
| Vienna Knights    | Vienna    |        |                   |                               |

## Stagione regolare

### Calendario

#### 1ª giornata
| 27 marzo 2010 | Telfs Patriots | 12 – 41 (0-13 0-13 0-15 12-0) | Tirol Raiders JV | (300 spett.) |

| 27 marzo 2010 | Vienna Warlords | 8 – 20 (0-6 0-0 8-8 0-6) | Amstetten Thunder |  |

#### 2ª giornata
| 3 aprile 2010 | Amstetten Thunder | 25 – 13 (7-6 6-7 6-0 6-0) | Styrian Bears | (200 spett.) |

| 4 aprile 2010 | Schwaz Hammers | 21 – 14 (6-0 15-8 0-6 0-0) | Vienna Knights | (100 spett.) |

#### 3ª giornata
| 10 aprile 2010 | Graz Giants 2 | 0 – 20 (0-14 0-0 0-6 0-0) | Styrian Bears | (200 spett.) |

| 11 aprile 2010 | Tirol Raiders JV | 60 – 22 (16-0 29-14 0-8 15-0) | Vienna Warlords | (200 spett.) |

#### 4ª giornata
| 17 aprile 2010 | Telfs Patriots | 0 – 25 | Schwaz Hammers |  |

| 17 aprile 2010 | Gmunden Rams | 30 – 43 (8-14 0-7 6-7 16-15) | Graz Giants 2 | (100 spett.) |

| 17 aprile 2010 | Vienna Knights | 35 – 0 (8-0 24-0 3-0 0-0) | Amstetten Thunder | (500 spett.) |

#### 5ª giornata
| 24 aprile 2010 | Styrian Bears | 33 – 34 (d.t.s.) (12-7 8-6 7-0 0-14 6-7) | Graz Giants 2 | (150 spett.) |

| 24 aprile 2010 | Vienna Warlords | 0 – 28 | Gmunden Rams |  |

| 25 aprile 2010 | Tirol Raiders JV | 35 – 13 (6-6 15-0 14-7 0-0) | Schwaz Hammers | (200 spett.) |

#### 6ª giornata
| 1º maggio 2010 | Styrian Bears | 40 – 0 | Telfs Patriots |  |

| 1º maggio 2010 | Amstetten Thunder | 12 – 34 (6-0 6-12 0-14 0-8) | Vienna Knights | (250 spett.) |

#### 7ª giornata
| 8 maggio 2010 | Vienna Knights | 22 – 10 (0-0 14-0 8-0 0-10) | Graz Giants 2 | (150 spett.) |

| 9 maggio 2010 | Gmunden Rams | 0 – 46 (0-14 0-20 0-6 0-6) | Tirol Raiders JV | (100 spett.) |

#### 8ª giornata
| 15 maggio 2010 | Styrian Bears | 47 – 8 | Gmunden Rams |  |

| 16 maggio 2010 | Graz Giants 2 | 36 – 15 (7-0 0-7 7-0 22-8) | Schwaz Hammers | (50 spett.) |

| 16 maggio 2010 | Tirol Raiders JV | 44 – 0 (14-0 16-0 6-0 8-0) | Telfs Patriots | (100 spett.) |

#### 9ª giornata
| 22 maggio 2010 | Telfs Patriots | 5 – 53 (0-21 0-13 0-6 8-13) | Amstetten Thunder | (100 spett.) |

| 22 maggio 2010 | Vienna Knights | 57 – 0 (14-0 19-0 10-0 14-0) | Vienna Warlords | (150 spett.) |

| 23 maggio 2010 | Graz Giants 2 | 55 – 14 (7-0 27-8 14-6 7-0) | Gmunden Rams | (100 spett.) |

| 24 maggio 2010 | Schwaz Hammers | 0 – 41 (0-14 0-14 0-7 0-6) | Tirol Raiders JV | (250 spett.) |

#### 10ª giornata
| 30 maggio 2010 | Amstetten Thunder | 27 – 13 (0-6 7-7 14-0 6-0) | Vienna Warlords | (250 spett.) |

#### 11ª giornata
| 3 giugno 2010 | Schwaz Hammers | 23 – 6 | Telfs Patriots |  |

| 5 giugno 2010 | Vienna Warlords | 0 – 35 (0-28 0-7 0-0 0-0) | Vienna Knights | (100 spett.) |

| 5 giugno 2010 | Gmunden Rams | 14 – 61 | Styrian Bears |  |

### Classifica
La classifica della regular season è la seguente:
- PCT = percentuale di vittorie, G = partite giocate, V = partite vinte,  P = partite perse, PF = punti fatti, PS = punti subiti

| Pos. | Squadra           | PCT   | G | V | N | P | PF  | PS  |
| ---- | ----------------- | ----- | - | - | - | - | --- | --- |
| 1    | Tirol Raiders JV  | 1.000 | 6 | 6 | 0 | 0 | 267 | 47  |
| 2    | Vienna Knights    | .833  | 6 | 5 | 0 | 1 | 197 | 43  |
| 3    | Styrian Bears     | .667  | 6 | 4 | 0 | 2 | 214 | 81  |
| 4    | Graz Giants 2     | .667  | 6 | 4 | 0 | 2 | 178 | 134 |
| 5    | Amstetten Thunder | .667  | 6 | 4 | 0 | 2 | 137 | 111 |
| 6    | Schwaz Hammers    | .500  | 6 | 3 | 0 | 3 | 97  | 132 |
| 7    | Gmunden Rams      | .167  | 6 | 1 | 0 | 4 | 94  | 252 |
| 8    | Vienna Warlords   | .000  | 6 | 0 | 0 | 6 | 43  | 227 |
| 9    | Telfs Patriots    | .000  | 6 | 0 | 0 | 6 | 26  | 226 |

## Playoff

### Tabellone
|  | Semifinali | Semifinali       | Semifinali |                |    | III Iron Bowl    | III Iron Bowl | III Iron Bowl |  |
|  |            |                  |            |                |    |                  |               |               |  |
|  | 1          | Tirol Raiders JV | 28         |                |    |                  |               |               |  |
|  | 1          | Tirol Raiders JV | 28         |                |    |                  |               |               |  |
|  | 4          | Graz Giants 2    | 21         |                |    |                  |               |               |  |
|  | 4          | Graz Giants 2    | 21         |                | 1  | Tirol Raiders JV | 21            |               |  |
|  |            |                  |            |                | 1  | Tirol Raiders JV | 21            |               |  |
|  |            |                  | 2          | Vienna Knights | 27 |                  |               |               |  |
|  | 2          | Vienna Knights   | 2          | Vienna Knights | 27 | 18               |               |               |  |
|  | 2          | Vienna Knights   |            |                |    |                  |               |               |  |
|  | 3          | Styrian Bears    | 0          |                |    |                  |               |               |  |

### Semifinali
| 13 giugno 2010 | Tirol Raiders JV | 28 – 21 (0-14 14-0 7-7 7-0) | Graz Giants 2 | (250 spett.) |

| 19 giugno 2010 | Vienna Knights | 18 – 0 (6-0 12-0 0-0 0-0) | Styrian Bears | (150 spett.) |

### III Iron Bowl
| 27 giugno 2010 | Tirol Raiders JV | 21 – 27 (7-6 7-7 7-7 0-7) | Vienna Knights | (400 spett.) |

## Playoff di secondo livello

### Tabellone
|  | Semifinali | Semifinali        | Semifinali |                |   | VII Challenge Bowl | VII Challenge Bowl | VII Challenge Bowl |  |
|  |            |                   |            |                |   |                    |                    |                    |  |
|  | 5          | Amstetten Thunder | 19         |                |   |                    |                    |                    |  |
|  | 5          | Amstetten Thunder | 19         |                |   |                    |                    |                    |  |
|  | 8          | Vienna Warlords   | 6          |                |   |                    |                    |                    |  |
|  | 8          | Vienna Warlords   | 6          |                | 5 | Amstetten Thunder  | 61                 |                    |  |
|  |            |                   |            |                | 5 | Amstetten Thunder  | 61                 |                    |  |
|  |            |                   | 6          | Schwaz Hammers | 0 |                    |                    |                    |  |
|  | 6          | Schwaz Hammers    | 6          | Schwaz Hammers | 0 | 21                 |                    |                    |  |
|  | 6          | Schwaz Hammers    |            |                |   |                    |                    |                    |  |
|  | 7          | Gmunden Rams      | 20         |                |   |                    |                    |                    |  |

### Semifinali
| 19 giugno 2010 | Amstetten Thunder | 19 – 6 (6-0 0-6 0-0 13-0) | Vienna Warlords |  |

| 19 giugno 2010 | Schwaz Hammers | 21 – 20 (0-6 15-8 3-0 3-6) | Gmunden Rams | (100 spett.) |

### VII Challenge Bowl
| 26 giugno 2010 | Amstetten Thunder | 61 – 0 (14-0 28-0 13-0 6-0) | Schwaz Hammers | (400 spett.) |

## Verdetti
- Vienna Knights Vincitori dell'Austrian Football Division 2
- Amstetten Thunder Vincitori del Challenge Bowl 2010